# Liste von Sakralbauten in Cottbus
Die Liste von Sakralbauten in Cottbus nennt Kirchengebäude, Kapellen und sonstige Sakralbauten in Cottbus, Land Brandenburg.

## Christentum

### Cottbuser Kirchengebäude
Die Cottbuser Kirchengebäude stellen mit ihren Bildwerken, Orgeln und Glocken einen wertvollen Schatz sakraler Kunst dar. Kirchen prägten über Jahrhunderte die Kulturlandschaft, so auch in Cottbus.
Die Christianisierung der Lausitz erfolgte von Meißen aus und war etwa um 1100 abgeschlossen.
Eine Kirche in Cottbus wird zum ersten Mal um 1180 im „Nienburger Bruchstück“ erwähnt. Die Stadt wird darin als Marktort mit einer gemauerten Kirche beschrieben. In der Stadt und den umliegenden Dörfern entstanden in den nächsten drei Jahrhunderten Kirchen im gotischen Stil, vorwiegend aus gebrannten Ziegeln, zum Teil auch aus Feld- oder Raseneisenstein.
Im Jahr 1537 wurde die evangelische Konfession durch Markgraf Johann von Cüstrin endgültig in Cottbus etabliert. Die Stadt war dann über Jahrhunderte überwiegend protestantisch; es bestand nur ein geringer Rest katholischer Gläubiger in Cottbus und Umgebung fort, welche vom Kloster Neuzelle betreut wurden. Die Reformation hatte auch Folgen für die Kirchenbauten, der Bilderschmuck wurde ebenso eingeschränkt wie die Anzahl der Altäre. Nach der Zeit der Reformation wurden die Innenräume vieler Kirchen im Stil der Renaissance und des Barock umgestaltet, Epitaphien und Wappen lassen die Zuständigkeit und Verantwortung des Adels für das kirchliche Leben und den Erhalt der Kirchen erkennen. Das Anwachsen der Stadtbevölkerung und der Verfall mittelalterlicher Fachwerkkirchen im ländlichen Raum, auch konnten sich teilweise Dörfer erstmals ein eigenes Gotteshaus leisten, führte im 19. Jahrhundert zu Kirchenneubauten in den verschiedenen Stilen des Historismus. Später, in der ersten Hälfte des 20. Jahrhunderts, wurden vor allem Kirchen und Gemeindehäuser mit Kirchensälen im Jugend- und Bauhausstil sowie Heimatschutzarchitektur errichtet. Die in der Nachkriegszeit gebauten Gemeindehäuser wollen eine Kirche erkennbar machen, sind jedoch sparsam in den Mitteln.
Die Besonderheit der Niederlausitz, das Zusammenleben zweier Nationen, der Deutschen und der Sorben/Wenden, spiegelt sich kaum in den Kirchenbauten wider. Allerdings gab es bis Anfang des 20. Jahrhunderts in der Klosterkirche und den Dorfkirchen regelmäßig Gottesdienste in niedersorbischer Sprache. Ab dem 19. Jahrhundert wurde die Religionslandschaft wieder vielfältiger, so dass es heute eine, vor allem angesichts der vorherrschenden Konfessionslosigkeit der Einwohner, überraschende Vielfalt an Freikirchen und Glaubensgemeinschaften in Cottbus gibt.

### Evangelische Kirchen
| Name/Lage                                                       | Erbaut                       | Beschreibung | Bild                             |
| --------------------------------------------------------------- | ---------------------------- | --- | -------------------------------- |
| Klosterkirche Klosterplatz 1                                    | um 1300, Ausbau: 14.–16. Jh. | Die Kirche ist das einzig erhaltene Bauwerk eines vermutlich zwischen 1270 und 1300 errichteten Franziskanerklosters und damit das älteste Gotteshaus der Stadt Cottbus. Im Zuge der Reformation löste man das Kloster 1537 auf und widmete es zur evangelischen Pfarrkirche der umliegenden Dorfgemeinden um. Da die Gottesdienste auch in wendischer Sprache abgehalten wurden, wird sie auch „Wendische Kirche“ genannt. Der gotische Backsteinbau, mit einer Länge von 55,22 m, hat eine gestreckte, asymmetrisch-zweischiffige Gestalt. In die Südostecke des Gebäudes ist ein schlanker Turm eingebaut; des Weiteren schließt sich nördlich ganz im Osten die Sakristei an. Der Bau ist gemäß den Prinzipien der Franziskaner schlicht gehalten; Akzente setzen der Turm, die schlanken weißen Spitzbogenblenden und die Ziergiebel des Seitenschiffs. Haupt- und Seitenschiff besitzen jeweils ein eigenes Satteldach und spätgotische Innengewölbe, wobei die des Hauptschiffs eine reichere Figuration zeigen. Die reich verzierte Kanzel aus der Zeit um 1720 ist, wie das sich daneben befindliche überlebensgroße, sehr natürlich aussehende Kruzifix aus dem Jahre 1340, vollständig aus Holz gearbeitet. Vor dem mächtigen hölzernen Altar aus der Mitte des 18. Jahrhunderts, der fast die gesamte Ostwand ausfüllt, befindet sich ein reich verzierter, steinerner Taufstein aus dem 15. Jahrhundert. Im Zentrum des Altars steht eine Kreuzigungsdarstellung, darüber befindet sich ein weiteres Gemälde, das die Wiederauferstehung darstellt; Pfeiler, korinthische Säulen, Pilastervorlagen, Akanthuswangen, Engel, ein Gottesauge und Sonnenstrahlen vervollkommnen ihn. Außerdem schmückt ihn ein niedersorbisches Schriftband, vermutlich aus dem Jahre 1908. An der Orgelempore befinden sich ebenfalls vier Spruchtafeln in niedersorbischer Sprache aus der Mitte des 19. Jahrhunderts Sie stellen die ältesten erhaltenen niedersorbischen Spruchtafeln in Niederlausitzer Kirchen dar. Bemerkenswert ist ebenfalls die Bemalung des Gestühls und der Emporen mit ornamentalem Blumenschmuck. Das wertvollste Ausstattungsstück des Gotteshauses ist das Kruzifix, Forscher vermuten, dass es sogar das bedeutendste Kruzifix aus dieser Epoche in ganz Mitteleuropa ist. Das Kreuz verjüngt sich in der Senkrechten nach oben, waagerecht ist der Balken nach rechts und links geschwungen, sodass er Ästen ähnelt. Diese Form eines Kreuzes findet sich selten in nördlichen Regionen und symbolisiert den Baum des Lebens. In der Kirche befindet sich auch die einzige erhaltene Sauerorgel in Cottbus; sie entstand 1907/08 als Opus 1019 mit 24 Registern und einem neubarocken Prospekt. Die Klosterkirche beherbergt ein wichtiges Denkmal der Stadtgeschichte: die Grabplatte des Stadtgründers Fredehelm von Cottbus († 1307) und seiner Frau Adelheid († 1319). Das dargestellte Wappen der Familie zeigt den Krebs, das heutige Wappentier der Stadt Cottbus. | Klosterkirche – Klosterplatz     |
| Lutherkirche Thiemstraße 27, OT Spremberger Vorstadt            | 1911/12                      | Als der allgemeine industrielle Aufschwung eine Bevölkerungsexplosion auch in Cottbus nach sich zog, und die Stadt sich auffallend nach Süden hin ausdehnte, beschloss man für das neue Stadtgebiet eine zusätzliche Kirche zu errichten. Der Berliner Architekt Robert Leibnitz entwarf die einschiffige Hallenkirche in schlichter Jugendstilform mit Satteldach und einem flächigen, reliefartigen Hauptportal auf der Nordseite. Im Süden schließt sich eine einfach gestaltete, im Grundriss quaderförmige Apsis an. An dem Bau fällt vor allem der kräftige, wuchtig wirkende seitlich am Kirchenschiff stehende Westturm auf. Nach Bombenangriffen im Zweiten Weltkrieg brannte die Lutherkirche fast vollständig aus und sollte eigentlich abgerissen werden. Es kam jedoch zu einem für DDR-Verhältnisse zügigem Wiederaufbau, sodass die Kirche bereits 1951 wieder geweiht wurde. Die Jugendstilelemente sind seitdem außen nur noch teilweise erhalten. Beim Betreten der Kirche zieht das große hölzerne Kruzifix an der hellgrünen Wand der Apsis die Blicke auf sich. Es handelt sich um eine Schnitzarbeit aus Oberammergau. Der schlicht gehaltene Innenraum wird von einem dunkelroten Tonnengewölbe überspannt, das für eine sehr gute Akustik sorgt; Kanzel und Altar sind aus Klinkermauerwerk gefertigt. Den Taufstein stellte der Cottbuser Bildhauer Felgenträger her. Die Orgel wurde von Jehmlich Orgelbau Dresden geschaffen. | Lutherkirche, Ansicht            |
| Martinskirche Madlower Schulstraße 2, OT Madlow                 | spätes 14. Jh.               | Die, idyllisch im Grünen der Spreeniederung gelegene, Kirche befindet sich ein wenig außerhalb des Stadtgebiets, zwischen den Dörfern Madlow und Kiekebusch. Dort soll sich einst ein slawisches Heiligtum befunden haben, an dessen Stelle 1124 eine hölzerne Kapelle errichtet wurde. Auf diesem Vorgängerbau errichtete man die heutige, Martin von Tours gewidmete, spätgotische Backsteinkirche. Der quadratische, mit vielgestaltigen Blenden versehene Turm entstand etwas später als das rechteckige Kirchenschiff. Typisch für die Lausitz ist die geschossweise Gliederung durch Blendenreihen. Der Mauersockel ist mit Feldsteinen vermischt und auch die angebaute Sakristei zeigt teilweise Feldsteinmauerwerk. 1871 erfolgte, unter Beibehaltung der Firsthöhe, eine Erhöhung des Kirchenschiffs, welche anhand der verwendeten kleinformatigeren Ziegel zu erkennen ist. Das Geläut besteht aus drei Glocken, zwei sehr wertvolle aus Bronze, die aus dem 15. Jahrhundert stammen, und eine aus Eisen, die 1956 in Apolda gegossen wurde. Sie trägt die Inschrift: „Volk, Volk, höre Gottes Wort“. 1879 entdeckte man Reste alter Wandmalereien, die jedoch wieder überstrichen wurden. Bei der Restaurierung 1971 wurde die alte, klassizistische Formen aufweisende Kircheneinrichtung entfernt und die Kirche bekam ihr heutiges einfaches Aussehen. Das Kircheninnere wirkt hell und modern; das steinerne Taufbecken stammt aus der abgebaggerten Kirche in Klinge. Zu Orgelkonzerten lädt die 1988 von der Firma „Löbling“ in Erfurt gebaute Orgel ein; die hölzerne Decke in Sargdeckelform verleiht dem Innenraum eine hervorragende Akustik. | Martinskirche                    |
| Oberkirche St. Nikolai Oberkirchplatz 1                         | 15. Jh.                      | Die Oberkirche St. Nikolai ist die größte Kirche in Cottbus und der Niederlausitz. Sie wurde über einem Vorgängerbau aus dem 12. Jahrhundert errichtet und markiert den Siedlungskern von Cottbus. Im Mittelalter bekam sie den Namen „St. Nikolai“, abgeleitet von Sankt Nikolaus, dem Bischof von Myra. Der Name „Oberkirche“ bringt vor allem eine soziale Rangordnung zum Ausdruck, denn sie war die Gemeindekirche der deutschen, städtischen Bürgerschicht. Die wendische Landbevölkerung hingegen ging in die „Unterkirche“, die heutige Klosterkirche. Es handelt sich hier um eine spätgotische Pseudobasilika mit Umgangschor, etwas älterem Westturm und verschiedenen Anbauten. Eine auffällige Teilung der Dachflächen durch einen Mauerstreifen verdeutlicht nach außen diese Bauform; innen untergliedern Blenden den unbelichteten niedrigen Obergaden. Der dreischiffige Backsteinbau besitzt eine Länge von 73,5 m und eine Turmhöhe von 54,94 m. Im Vergleich zum mächtigen Kirchenschiff wirkt der Turm sehr niedrig, trotzdem ist er ein weithin sichtbares Wahrzeichen der Stadt. Er besitzt einen querrechteckigen Unterbau, ein einspringendes Oberteil und eine kupfergedeckte Barockhaube. Die nach Norden verschobene Turmachse und abweichende Maße belegen seine Zugehörigkeit zum Vorgängerbau der heutigen Kirche. Das Erscheinungsbild der Oberkirche wird durch die sehr großen Spitzbogenfenster und die weiß verputzten Zierblenden der Giebel der Anbauten, der Blendenreihen des Turms und das Weiß der Spitzhelme der Nordkapelle, des nordwestlichen Treppenturms und der südwestlichen Vorhalle bestimmt. Die Spitzhelme sind zudem mit schmückenden Zinnenkränzen dekoriert. Unter der Traufe bereichern eingetiefte Friesbänder, mit Maßwerksfüllung in Form von Vierpässen, das Äußere. In einer Nische des Strebepfeilers der Südwest-Vorhalle ist eine Sandsteinskulptur, die Maria als Himmelskönigin unter Baldachin auf Wappenschildkonsole zeigt, eingelassen. Es handelt sich hierbei um eine Kopie aus dem Jahre 1911; das stark beschädigte Original aus den Anfängen des 16. Jahrhunderts befindet sich heute in der Turmhalle. Der weiß gestrichene Innenraum wirkt hoch und weiträumig. Er zeichnet sich durch eine spätgotische Vielfalt an Stern- und Netzrippengewölbe aus. Ursprünglich, bis ins späte 16. Jahrhundert, gab es figürliche Wandmalereien, die während eines Brandes zerstört wurden. Reste davon wurden 1951 an einem Pfeiler und an der Langhauswand freigelegt. An den Wänden befinden sich verschiedene Grabdenkmäler aus dem 16. und 17. Jahrhundert. Eines der bedeutendsten Kunstwerke der Stadt ist der große, 1664 von Andreas Schulze geschaffene, 11 m hohe Frühbarockaltar. Er weist eine deutliche horizontale und vertikale Gliederung auf; die untere Hälfte ist aus Sandstein, die Figuren sind aus Alabaster und der obere Teil ist aus Holz gefertigt. In seinem Zentrum steht die Wiederauferstehung Jesu Christi von den Toten, während die Lebensgeschichte ebenso wie die Passion Christi an den Rand gerückt sind. Die, in der Nordkapelle aufgestellte, reich verzierte Taufe aus vergoldetem Sandstein stammt aus dem 2. Viertel des 17. Jahrhunderts und ist eine Dauerleihgabe aus der Schlosskirche der Lichtenburg in Prettin. Aus Hainichen/Sachsen stammt der Orgelprospekt von 1759, während das Orgelwerk mit 50 Registern 1984 durch die Hermann Eule Orgelbau Bautzen entstand und eine eindrucksvolle Klangfülle aufweist. | Oberkirche, Ansicht              |
| Philipp-Melanchthon-Gemeindehaus Hans-Sachs-Str.27, OT Ströbitz | 1930/31                      | Der Klinkerbau, dessen Fassade dem Bauhausstil nachempfunden ist, wurde von dem Cottbuser Architekten Max Hanke entworfen. Namensgeber ist der Humanist, Pädagoge und Reformator Philipp Melanchthon. In dem bescheidenen Gemeindehaus wurden von Anfang an Gottesdienste gehalten. Seit 1932 befindet sich außerdem ein Kindergarten in dem Gebäude. Der auf dem Anwesen geplante Bau einer großen Kirche ist durch den Ausbruch des Zweiten Weltkriegs verhindert worden. | Philipp-Melanchthon-Gemeindehaus |
| Schlosskirche Spremberger Straße/Schlosskirchplatz              | 1707–1714                    | Bereits 1419 befand sich an gleicher Stelle die Katharinenkapelle, die von einem kleinen Friedhof umgeben war. Sie verfiel nach zwei Stadtbränden und dem Dreißigjährigen Krieg. Kurfürst Friedrich Wilhelm verfügte 1685, den aus Glaubensgründen aus ihrer Heimat vertriebenen französischen Hugenotten seine Gebiete zu öffnen und durch weitgehende Vergünstigungen ihre Ansiedlung zu unterstützen. Im Jahre 1701 siedelten sich Flüchtlinge auch in Cottbus an und gründeten die französisch-reformierte Gemeinde. Der Kurfürst schenkte der französischen Kolonie das Grundstück mit den baulichen Resten der Katharinenkapelle. 1705 erhielt sie die Erlaubnis zur Erbauung ihrer Kirche, die daraufhin „Reformierte Kirche“ genannt wurde. Die deutsch-reformierte Gemeinde hielt ihre Gottesdienste weiter in einem Saal des Schlosses ab, bis sie 1714 die Erlaubnis zur Mitnutzung der Kirche bekam. Nach der Vereinigung von französisch-reformierter und deutsch-reformierter Gemeinde im Jahre 1757, bürgerte sich der Name „Schlosskirche“ ein, da der deutsch-reformierte Geistliche zugleich als Hof- und Schlossprediger berufen war. Die Kirche ist ein einschiffiger Putzbau mit Walmdach und niedrigem, rechteckigen Sakristeianbau an der Ostseite. Die Nebeneingänge an jeder Seite wurden bei der Rekonstruktion 1855 zugemauert und sind heute als „blinde Fenster“ zu sehen. An den Langseiten des Schiffs sind die Fenster zweireihig angeordnet und durch ein Putzband getrennt; dabei weisen die oberen einen rundbogigen und die unteren einen flachbogigen Abschluss auf. Der 1870 erbaute, hoch aufragende, zierliche Turm schneidet, da er die Baufluchtlinie an der Spremberger Straße nicht überschreiten durfte, tief ins Kirchenschiff ein. Mit dem Turmbau erhielt die Westseite der Kirche ihren durch Blendbogennischen gegliederten Staffelgiebel. Der stützenlose Innenraum ist mit drei segmentbogigen Holztonnen eingewölbt und einheitlich weiß gestrichen. Gegenüber dem Eingang befindet sich die in die Ostwand integrierte weiße Kanzel, die mit einem goldenen Holzkreuz bekrönt ist. Auf der rechten Seite sieht man ein Nagelkreuz, das aus drei Nägeln der 1940 bombardierten Kathedrale von Coventry gefertigt wurde. Seit 1984 ist die Schlosskirche Mitglied der Nagelkreuzgemeinschaft. 1972 übernahm die Stadtmission die Schlosskirche und nutzte sie als Begegnungsstätte. Zuletzt fanden in der Kirche gelegentlich Veranstaltungen, aber kaum noch Gottesdienste statt. Am 18. September 2014 wurde sie der jüdischen Gemeinde zur Einrichtung einer Synagoge übergeben | Schlosskirche-Ansicht            |
| Zinzendorfkirche Walther-Rathenau-Straße 16, OT Schmellwitz     | 1937                         | Diese nach Süden ausgerichtete, schlichte und praktische Klinkerkirche wurde nach den Plänen des Architekten Hans Palm errichtet. Ihren Namen erhielt sie 1962 nach dem Bischof und Theologen Nikolaus Ludwig Graf von Zinzendorf (1700–1760). Mitte der 50er Jahre erhielt sie einen Anbau an der Nordseite. Als das Neubaugebiet Neu-Schmellwitz entstand, wuchs die Gemeinde und auf dem Gelände neben der Kirche wurde 1986, im Rahmen des Bauprogramms „Kirchen für neue Städte“, mit Mitteln der westdeutschen Partnerkirchen ein Gemeinde- und ein Pfarrhaus errichtet. Die Saalkirche besitzt Buntglasfenster und ein Satteldach, welches 2001 neu gedeckt wurde. Im Bereich der Fenster und des Turms schmücken vorspringende, übereinander aufgereihte Backsteinbänder den Bau. Auffällig ist auch der Stufengiebel mit Backsteinkreuz über dem Eingangsvorbau. Der zweckmäßige Kirchenraum wird von einer Holzbalkendecke überspannt, deren Balken weiß gegen die in karminrot gehaltene Füllungsdecke abgesetzt sind. An der Nordseite befindet sich über der Tür zum Anbau die Orgel. | Zinzendorfkirche                 |

### Verkauft
| Name/Lage                                      | Erbaut | Beschreibung | Bild                       |
| ---------------------------------------------- | ------ | --- | -------------------------- |
| Bodelschwingh-Gemeindehaus Am Doll 4 OT Sandow | 1927   | Das Haus, das nach Friedrich von Bodelschwingh, der als einer der Väter der Diakonie gilt, benannt wurde, ist im Stil eines märkischen Herrenhauses mit einem kleinen Glockenturm errichtet worden. Es wurde ursprünglich als Spielschule (evangelischer Kindergarten) eröffnet und später als Sozialstation der Lazarus-Schwestern weitergeführt. Daraus entwickelte sich das Gemeindehaus. 1995 fusionierte die Bodelschwingh-Gemeinde mit der Oberkirchen-Gemeinde. Angesichts drastisch gesunkener Einnahmen durch die Abnahme der Gemeindemitgliederzahl wurde das Haus 2006 verkauft. Heute befindet sich darin ein Restaurant. 2010 erhielt der bisher namenlose Nordsaal in der Oberkirche den Namen Bodelschwingh-Saal zum Andenken an den Theologen und die frühere Gemeinde. In diesem Saal befinden sich nun die sakralen Einrichtungsgegenstände des ehemaligen Gemeindehauses, wie Altar, Lesepult und Taufbecken. | Bodelschwingh-Gemeindehaus |

### Katholische Kirchen
| Name/Lage                                             | Erbaut  | Beschreibung | Bild                                     |
| ----------------------------------------------------- | ------- | --- | ---------------------------------------- |
| Christuskirche Straße der Jugend 22                   | 1848–50 | Der schlichte turmlose Backsteinsaalbau wurde, nach einem Entwurf von Fritsch und Stoske, in Sichtziegelarchitektur erbaut und ursprünglich auf den Namen „Zum guten Hirten“ geweiht. Es handelt sich um den ersten katholischen Kirchenneubau nach der Reformation. Nach dem Bau der Marienkirche schlossen sich 1935 die Pforten der alten Kirche und sie wurde nur noch als Lager genutzt bzw. stand leer. Alles Kirchengerät brachte man in die neue Kirche. Angesichts des Anwachsens der katholischen Gemeinde erfolgte 1967 nach einem Umbau die Wiederindienstnahme der Kirche. Im Zuge dessen erhielt sie ihren heutigen Namen „Christuskirche“. Das Satteldach trägt auf dem straßenseitigen Giebel einen Dachreiter mit Glocke. Dieser wurde wegen Einsturzgefahr 1945 abgerissen und 1995 rekonstruiert. Die Glocke, 1849 von der Firma „Hadank“ in Hoyerswerda gegossen, trägt die Inschrift: „Toene lange zur Ehre Gottes“. An der Längsseite dominieren große Rundbogenfenster den Bau, während die Giebelecken jeweils durch kleine Rundbogenfenster akzentuiert werden. Auffällig ist die große neugotische Maßwerksrosette in der Westfront, darunter befinden sich die drei Eingangsportale. Die halbrunde Apsis an der Ostseite besitzt drei rundbogige Blindfenster. Unter der Kirche befinden sich Sakristei und Gemeinderäume. An Stelle der ursprünglichen, südseitigen, im Krieg zerstörten Sakristei befindet sich heute eine Putzfläche mit einer Darstellung der Fußwaschung. Der helle Innenraum der Kirche ist schlicht und zweckmäßig gestaltet. Im Kontrast dazu steht die spätgotische Madonna mit Kind aus dem Jahre 1470. Unter den neu gestalteten Buntglasfenstern, die symbolhaft den Lebens- und Glaubensweg des Christen wiedergeben, befinden sich kleine Reliefs, die die Kreuzigung und die Wiederauferstehung Jesu Christi zeigen. | Christuskirche Katholische Kirchen       |
| Edith-Stein-Kirche Klopstockstraße 4a, OT Sachsendorf | 1987–89 | Der anhaltende Zuzug, auch von Katholiken, in die großen Neubaugebiete machte eine weitere Kirche für den Cottbuser Süden notwendig. Nach langwierigen Verhandlungen, die sich über 10 Jahre hinzogen, denn Kirchenbauten waren in sozialistischen Zeiten unerwünscht, konnte durch Grundstückstausch das heutige Kirchgelände erworben werden. An die Baugenehmigung war die Bedingung geknüpft, dass das gesamte Bauvorhaben mit „Westgeld“ zu bezahlen ist – es wurde mit einem der Kirchenbauprogramme in der DDR finanziert. Die Gemeinde war so außen vor und konnte lediglich für die Innenausstattung sorgen. Für die Namensgebung bedurfte es einer Ausnahmegenehmigung, eines Dispenses von Rom, da Edith Stein zu diesem Zeitpunkt zwar selig, aber noch nicht heiliggesprochen war; dies erfolgte erst 1998. Der Cottbuser Architekt Thomas Woskowski gestaltete den als Gemeindezentrum konzipierten modernen Bau. Unter der Kirche befinden sich die Gemeinderäume und im nördlichen Anbau die Wohnungen für kirchliche Mitarbeiter. Äußerlich ziert ein Glockenturm, gekrönt mit einem goldenen Kreuz, die kleine Kirche. Von der Seitenfront her gelangt man über eine breite Treppe durch ein schön gestaltetes Kupferportal in einen Vorraum. Betritt man das Kircheninnere, eröffnet sich einem ein schmucker, klar gegliederter Altarraum. Im Zentrum des Raumes steht der siebeneckige Steinaltar, um den sich im Halbrund die Gemeinde versammelt. Auffällig sind die von Gottfried Zawadski aus Kamenz gestalteten hohen und schmalen, in grünen Pastellfarben gehaltenen Glasfenster, welche den Baum des Lebens symbolisieren. Die sakralen und schmückenden Gegenstände im Inneren der Kirche wurden weitestgehend von Künstlern und Betrieben der Region gestaltet. Eine Ausnahme ist die geschnitzte Marienfigur, die eine Kopie einer spätgotischen Madonna mit dem Kind darstellt und aus Bayern stammt. Die Bronzeglocke im kleinen Turm über der Altarinsel wurde 1604 gegossen und läutete früher in der katholischen Kirche von Sedlitz, bevor diese dem Braunkohletagebau weichen musste. Für musikalische Untermalung sorgt die zweimanualige, elektronische Kirchenorgel der Firma Ahlborn. | Edith Stein, Katholische Kirchen         |
| St. Maria Friedenskönigin Adolf-Kolping-Straße 17     | 1934/35 | Nach dem Ersten Weltkrieg wuchs die katholische Gemeinde in Cottbus an, und da die Räumlichkeiten der Kirche „Zum guten Hirten“ nicht mehr ausreichten, reifte der Plan zum Bau einer neuen Kirche. Diözesanbaurat Mokroß entwarf die nach Norden ausgerichtete Kirche mit der eindrucksvollen 30 m hohen Doppelturmfront. Die Namenswahl war eine ganz bewusste Reaktion auf die mit der Machtergreifung der Nationalsozialisten drohende Kriegsgefahr. Entsprechend der Form altchristlicher Basiliken gliedert sich der Bau in ein 18 m hohes Hauptschiff und zwei niedrige Seitenschiffe. Er ist im Stil der „Neuen Sachlichkeit“ ausgeführt und besteht aus einem Stahlbetonskelett mit vorgesetzter Fassade aus dunkelroten Klinkern. Besonders eindrucksvoll ist die monumentale, den auferstandenen Christus darstellende Figur aus Beton in einer Blendnische über dem Hauptportal. Sie wurde 1963 von dem Weißenfelser Künstler Brückner-Fullroth geschaffen. Das Geläut besteht aus zwei 1996 bei der Glockengießerei Rudolf Perner in Passau gegossenen Bronzeglocken und einer restaurierten mittelalterlichen Glocke. Um dringend benötigte Gemeinderäume zu gewinnen, fand von 1976 bis 1982 ein Umbau der Kirche statt. Er beinhaltete die Schaffung einer Werktagskapelle als Mehrzweckraum im Bereich der ehemaligen Apsis und der Sakristeien, einer Marienkapelle im Geschoss darüber und die Umgestaltung des Altarraums. Die Türme und die ehemalige Orgelempore wurden zu einem Gemeindezentrum ausgebaut. Der Dresdener Architekt Wolfram Starke und der Bildhauer Friedrich Preß verliehen damit dem Kircheninneren ein völlig neues Gesicht. Im Zuge des Umbaus wurde der ursprünglich längsgerichtete Kirchenraum quer ausgerichtet und es erfolgte eine Begradigung der gewölbten Decke des Mittelschiffs durch eine Holzverkleidung. Die Sitzbänke sind jetzt hufeisenförmig um den Altar angeordnet, der einem Baumstumpf mit aufgelegter Platte ähnelt. Er symbolisiert die „Wurzel Jesse“. Der Innenraum wird von einer wuchtigen, aus rot gebeizten Balken zusammengenagelten Dornenkrone umfasst, die gegenüber dem Altar von einem großen weißen Holzkreuz durchbrochen wird. Gegenüber dem Kreuz befindet sich, als künstlerischer Gegenpol zur sachlichen Gestaltung, eine frühbarocke Marienfigur aus dem Erfurter Dom. Die Glasmalereien der kleinen Rundbogenfenster der Seitenschiffe zeigen symbolische Bilder zu Anrufungen der Lauretanischen Litanei, wie „Du Arche des Bundes“, „Du goldnes Haus“, „Du Morgenstern“. Die Marienkapelle in der zweiten Etage enthält die 1934 von Felix Hertelt geschaffene, überlebensgroße Madonna mit dem Namen „Maria, Königin des Friedens“. Sie steht an derselben Stelle, von der aus sie früher – über dem alten Hochaltar – die ganze Kirche beherrschte. Unter ihr hängen Reliefs, die den Kindheitsgeschichten Jesu aus dem Lukasevangelium nachgestaltet sind. 1994 wurde die Marienkirche zur Propsteikirche erhoben. | St. Maria Friedenskönigin (Marienkirche) |

### Freikirchen und Religionsgemeinschaften
| Name/Lage | Erbaut    | Beschreibung | Bild                                        |
| --- | --------- | --- | ------------------------------------------- |
| Adventgemeinde Gaglower Straße 13, OT Madlow                                                                     | 2000      | Der Bau wurde als kirchliches Gemeindezentrum konzipiert. Seit 1903 gibt es die Adventgemeinde in Cottbus. | Adventgemeinde (Siebenten-Tags-Adventisten) |
| Altapostolische Kirche in Deutschland Waisenstraße 11, OT Ströbitz                                               |           | Der Sitz der Gemeinschaft befindet sich im Erdgeschoss des Mietwohnhauses. Die Altapostolische Kirche in Deutschland wurde 2006 durch ausgetretene Apostel des Apostelamtes Jesu Christi gegründet; 2007 schloss sie sich der Old Apostolic Church an. | Altapostolische Gemeinde                    |
| Apostelamt Jesu Christi Madlower Hauptstraße 39, OT Madlow                                                       | nach 1990 | Das Apostelamt Jesu Christi, entstanden 1960, ist eine Körperschaft des öffentlichen Rechts (AJC K. d. ö. R.) mit Sitz des Kirchenhauptamts in Cottbus. | Apostelamt Jesu Christi                     |
| Biblische Glaubensgemeinde Cottbus e. V. Ostrower Damm 2                                                         | um 1870   | Die im Juni 1997 gegründete Gemeinde hat ihren Sitz im 2. OG des Vorderhauses der ehemaligen Tuchfabrik C.S. Elias. Die Fabrik wurde 1992 saniert und ist heute ein Bürogebäude. | Ostrower Damm                               |
| Evangelisch-Freikirchliche Gemeinde Bautzener Str. 111, OT Spremberger Vorstadt                                  | 1988–92   | Der modern gehaltene Bau besitzt einen großzügig gestalteten Eingangsbereich. In dem Gebäude befinden sich ein großer Saal mit Empore, der Raum für rund 200 Personen bietet, außerdem ein kleiner Saal und Nebenräume, die eine vielfältige Nutzung ermöglichen. In Richtung Altar fällt der Blick auf hohe Buntglasfenster und ein großes schlichtes Holzkreuz. Unter dem Altarbereich befindet sich das Taufbecken. Die EFG-Cottbus ist seit dem 5. Juni 1982 selbständiges Mitglied im Bund Evangelisch-Freikirchlicher Gemeinden in Deutschland K.d.ö.R. | Evangelisch-Freikirchliche Gemeinde         |
| Evangelische Brüder-Unität Straße der Jugend 94                                                                  | um 1860   | Die Evangelische Brüder-Unität begann 2003 mit der „Haltestelle“ ihre Arbeit in Cottbus. | Bruder-unitaet                              |
| Evangelisch-lutherische „Kommunität St. Michael“ Schillerstraße 15                                               |           | Im Mai 2002 richtete die 1999 entstandene „Kommunität St. Michael“ dort ihre Gemeinderäume, eine Kapelle und einen Raum für Bibel- und Kinderstunden ein. Der Altar der Gemeinschaft trägt die Inschrift: „Hier ist Golgatha“. | Schillerstraße 15                           |
| Evangelisch-methodistische Kirche Virchowstraße 41                                                               | 1910      | Durch eine Toreinfahrt gelangt man in einen begrünten Hinterhof, in dem sich das Gemeindehaus befindet. Eingeweiht wurde es als Elimkapelle. Zwischen 1977 und 1984 wurde das alte Gebäude erweitert und durch die Gemeindemitglieder zu einem modernen Gemeindezentrum umgebaut. Es ist heute als Christuskapelle bekannt. Die Methodisten sind seit 1895 in Cottbus beheimatet. | Evangelisch-methodistische Kirche           |
| Freie Christliche Gemeinde Sachsendorf Thierbacher Str. 18, OT Sachsendorf                                       | 1984      | Das Mehrzweckgebäude wurde als Teil des Komplexzentrums (damals mit Bibliothek, Jugendklub, Friseur und Kaufhalle) des Neubaugebiets Sachsendorf errichtet. Die Gemeinde entstand Mitte der 1990er Jahre. | Freie Christliche Gemeinde Sachsendorf      |
| Katholisch-apostolische Gemeinde Hubertstraße 23, OT Schmellwitz                                                 | 1883/84   | Der Bau gehört zu den wenigen Beispielen eines katholisch-apostolischen Sakralbaus in Brandenburg. Die Bauausführung lag in den Händen des Cottbuser Maurermeisters C. L. Schade und des Cottbuser Zimmerermeisters O. Rost. Es handelt sich um einen turmlosen rechteckigen Sichtziegelbau mit Apsis und Satteldach. Der Giebel besitzt einen kleinen Rundbogenaufsatz, der das Kreuz trägt. Zwei Rundbogennischen flankieren das hohe Rundbogenportal an der straßenseitigen Giebelwand. Die Längsseiten sind durch Mauerblenden dreigeteilt; unter dem Traufgesims befindet sich ein Klötzchenfries. Der Innenraum wird von einer verputzten Flachdecke abgeschlossen. Die hölzerne Orgelempore mit säulchengeschmückter Brüstung und Uhr stammt aus der Bauzeit und die Orgel aus dem Jahre 1925 von Friedrich Ernst Gustav Heinze aus Sorau. Ebenso sind Teile der Innenausstattung in Neurenaissanceformen – wie Altar, Gebetspult, Chorschranken und -bänke, Taufbecken, Priesterstuhl und Opferstock – erhalten. | Katholisch-apostolische Gemeinde            |
| Kirche Jesu Christi der Heiligen der Letzten Tage Gemeinde Cottbus (Mormonen) Madlower Hauptstraße 60, OT Madlow | nach 1990 | Gemeindehaus; | Mormonen-Kirche                             |
| Landeskirchliche Gemeinschaft Berliner Straße 136                                                                | um 1880   | Hierbei handelt es sich um einen weit hinter die Bauflucht gesetzten, verschachtelten Gebäudekomplex an der Nordseite der Berliner Straße. Die Ausführung des Gebäudes knüpft deutlich an Fabrikbauten dieser Zeit an, wobei sich das Wohnhaus durch einfachen Bauschmuck, wie der durch Brüstungsfelder, Pilaster und Zahnschnittbögen gestaltete Altan, von dem gewerblichen Zwecken dienenden Westflügel unterscheidet. Seit 1911 ist das Gebäude Eigentum der seit 1901 in Cottbus tätigen Kirchgemeinschaft. Durch sie erfolgte ein Anbau von mehreren Sälen an der Nord- und Ostseite des Wohnhauses. | Landeskirchliche Gemeinschaft               |
| Neuapostolische Gemeinde Inselstr. 12                                                                            | 1988      | Dies ist ein moderner Kirchenbau mit auffälligen hohen, schmalen Buntglasfenstern und Klinkerverblendung innen und außen. | Neuapostolische Gemeinde                    |
| Evangelisch-Lutherische Kreuzkirche (Selbständige Evangelisch-Lutherische Kirche) Karlstraße 80, OT Schmellwitz  | 1878/79   | Der turmlose Backsteinbau mit großer Mittelapsis weist einen Grundriss in Form eines Kreuzes auf und besitzt kein Geläut, denn Friedrich Wilhelm IV. gestattete es den Lutheranern zwar, eine eigene „von der staatlichen Kirche abseits sich haltende“ Kirche zu gründen und eigene Gotteshäuser zu bauen, diese jedoch ohne Türme und Geläut. Der Entwurf des Gotteshauses stammt von Baurat Abel aus Lauban und wurde durch die hiesigen Maurermeister Wilhelm Schneider und Zimmermeister Karl Simon verwirklicht. Neoromanische Stilelemente und Rundbogenfenster mit Bleiverglasung dominieren die Kirchfassade; Sandsteinbekrönungen zieren die Ecktürmchen, während der Giebel der Westseite, wo sich das Hauptportal befindet, ein Kreuz aus Sandstein trägt. Im Innenraum fällt das kassettierte Tonnengewölbe auf, dessen dunkelbraune Holzkassetten einen angenehmen Kontrast zum hellen Kircheninneren bilden. Die Apsis wird von einem dunkelblauen Sternenhimmel überwölbt. Darunter, sowie um die Buntglasfenster herum, befinden sich Bordüren mit floralem Muster, was die Apsis insgesamt sehr farbig wirken lässt. Im Zuge einer gründlichen Renovierung, gestaltete die Künstlerin Elly-Viola Nahmmacher (1913–2000) 1979 das hölzerne Altarensemble aus Triumphkreuz, Altartisch, Taufe, Kanzel und Leuchter neu. Sie arbeitete die Struktur des Holzes sehr plastisch heraus und es wirkt daher ungemein lebendig. Die, von der Orgelbauanstalt Heinrich Schlag gebaute und 1993 restaurierte, Orgel steht wie das ganze Gebäude unter Denkmalschutz. | Lutherische Kirche (Kreuzkirche)            |
| Zeugen Jehovas Am Seegraben 13, OT Groß Gaglow                                                                   | nach 1990 | Bei diesem Flachbau handelt es sich um einen sogenannten Königreichssaal, der schlicht und zweckmäßig eingerichtet ist. | Zeugen Jehovas                              |

### Zerstört
| Name/Lage                                                             | Erbaut  | Beschreibung | Bild |
| --------------------------------------------------------------------- | ------- | --- | ---- |
| Alte Synagoge (Jüdische Gemeinde), heutige Karl-Liebknecht-Straße 132 | 1901/02 | Der jüdische Sakralbau wurde durch die Firma Hermann Pabel & Co. in neoromanischer Ziegelbauweise errichtet. An der Vorderfront befanden sich unter einer riesigen Maßwerksrosette die drei Eingänge der Synagoge. Im Hauptraum, unter dem hohen Kuppelgewölbe, fanden 200 Gläubige Platz und in den beiden, den Frauen vorbehaltenen Seitenemporen, etwa 140 Gemeindemitglieder. Die Synagoge wurde 1938 während der Reichspogromnacht zerstört und die Ruine später abgetragen. Auf dem Gelände wurde 1966–68 ein Kaufhaus errichtet. An dessen Westseite befindet sich seit 1988 eine Gedenktafel, die 1998 erneuert wurde. 1998 fand eine Neugründung der Jüdischen Gemeinde Cottbus als gemeinnützig tätiger, eingetragener Verein statt. Um ein eigenes Gotteshaus zu erhalten, verhandelt die Jüdische Gemeinde derzeit über den Kauf der Schlosskirche. |      |

### Kirchenbauten in den ab 1993 eingemeindeten Dörfern
| Name/Lage                                                                                 | Erbaut  | Beschreibung | Bild                    |
| ----------------------------------------------------------------------------------------- | ------- | --- | ----------------------- |
| Gemeindehaus Branitz An der Aue 13, OT Branitz                                            | 1963    | Bis 1962 gehörte Branitz zur Klosterkirchgemeinde und hatte kein eigenes Gemeindehaus; Gottesdienste fanden in der Gaststätte Friedenseiche statt. Danach erfolgte eine Aufspaltung der Großgemeinde und das Dorf Branitz bildete zusammen mit Merzdorf und Dissenchen die Kirchengemeinde Cottbus-Land-Ost. Durch Gemeindezusammenlegung ist sie seit 1998 Filialgemeinde der evangelischen Kirchengemeinde St. Nikolai. Da der Wunsch entstand, sich in einem eigenen Raum zu kirchlichen Veranstaltungen zu treffen, erwarb die Gemeinde 1960 ein Grundstück im Dorf. Als provisorischer Gemeinderaum diente zunächst ein 1962 beschaffter ausrangierter Eisenbahnwaggon, den man 1963 in einen Erweiterungsbau mit einbezog, d. h., er wurde ummauert und in eine Kapelle mit Flachdach integriert. 1966 erfolgte ein weiterer Anbau eines Gemeinderaums, so dass der Waggon heute kaum noch als solcher zu erkennen ist. 2007 konnte der durch eine Spendenaktion und ehrenamtlichen Baumaßnahmen ermöglichte, freistehende Glockenstuhl mit der Glocke des ehemaligen Bodelschwingh-Gemeindehauses eingeweiht werden. Danach erfolgten weitere Baumaßnahmen: ein neuer Außenanstrich, die Dachsanierung, Sanierung des Nebengebäudes, Wegebau und der Einbau einer neuen Heizung. Der Kirchenraum ist einfach und zweckdienlich eingerichtet. | Branitz-Gemeindehaus    |
| Kirche in Dissenchen Dissenchener Hauptstraße, OT Dissenchen                              | 1956/57 | Um eine eigene Kirche zu erhalten, bauten die Dissenchener ein ehemaliges Wohnhaus mit Stallung zum Gotteshaus um. Zwischen 1988 und 1990 wurde eine grundlegende Sanierung durchgeführt, dabei wurden auch Altar und Kanzel neu geschaffen; sie sind aus Backstein gemauert. In der Spitze des hohen Giebels, der mit einem zwei Meter hohen gusseisernen Kreuz abschließt, befindet sich die Glocke, welche mit einem Seil, das gegenüber dem Altar aus der Wand kommt, geläutet wird. Mit seinen kleinen Fenstern erinnert der Kirchenraum ein wenig an das Innere eines Schiffes. Beim Kruzifix auf dem Altar handelt es sich um eine farbige, in Stahl gefasste Mosaikarbeit. An der Wand hinter dem Altar befindet sich eine skizzenhafte Darstellung des guten Hirten, die ein Dissenchener Schmied aus Bandstahl gefertigt hat. Die kupferne Taufschale, die in ihrer Form fast einer Kinderbadewanne gleicht, stammt ebenfalls aus seiner Werkstatt. Die Schale ruht auf einem Dreifuß aus gebogenen Vierkantstahlprofilen, die daran befestigten Querstreben aus Draht deuten Wellen an. | Dissenchen-Kirche       |
| Döbbricker Dorfkirche (evangelisch) Döbbricker Dorfstraße, OT Döbbrick                    | 1911    | Die Gläubigen aus Döbbrick, Skadow und Willmersdorf mussten sich bis zum Anfang des 20. Jahrhunderts nach Cottbus in die Klosterkirche begeben, um am Gottesdienst oder Konfirmandenunterricht teilnehmen zu können. Bereits im 19. Jahrhundert bemühten sich daher mehrere Orte um eine eigene Kirche. Dabei setzte sich Döbbrick durch, da die Bürger kostenlos ein geeignetes Grundstück bereitstellten. Den Entwurf für die Kirche mit dem auffälligen Volutengiebel an der Nordfassade, wo sich auch das Eingangsportal befindet, lieferten die Berliner Architekten Mäckelt und Witt. Sie wurde im Neu-Rokoko-Stil errichtet und auf ihrem Dach erhebt sich ein hölzerner Glockenturm. Die weiß hervorgehobene Voluten, Fensterumrahmungen und Gebäudekanten bilden einen auffälligen Kontrast zu dem karminroten Putz des Bauwerks. Eine Rarität stellt auch das reich verzierte hölzerne Zifferblatt der Turmuhr dar. Die Kirche blieb in ihrer Geschichte von Kriegsschäden verschont, nur ihre große Glocke wurde zweimal für die Rüstung eingeschmolzen. 1999/2000 wurden die Außenfassade, der Turm und die Turmuhr restauriert und 2009 der Turm verstärkt und eine neue zweite Glocke eingebaut. Fritz Langer aus Stargard schuf die noch original erhaltene barocke Innenausstattung. In Blau, Rot und Ockergelb leuchten die verschiedenen Blumen- und Rankenmotive der Wand-, Bank-, Emporen- und Deckenmalereien. An der Wand der Orgelempore, direkt über dem Eingang, befindet sich ein Psalmwort in niedersorbischer Sprache, welches übersetzt „Ich will singen von der Gnade des Herrn ewiglich und seine Wahrheit verkünden mit meinem Munde für und für“ lautet. 1997 wurde die reich verzierte Orgel generalüberholt. Eine Besonderheit ist der farbig gestaltete, von zwei Säulen umrahmte Kanzelaltar in der Apsis – bei diesem ist die Kanzel senkrecht über dem Altar angebracht; sie bildet mit ihm eine Einheit. Er symbolisiert damit die Gleichwertigkeit von Predigt und Abendmahl. Hinter dem Altar befindet sich die Sakristei, die einen eigenen Ausgang besitzt. Neben ihm sind die beiden Heißluftöfen platziert, die auch heute noch drei Stunden vor dem Gottesdienst per Hand mit Holz und Briketts angefeuert werden. Von der Decke hängt nach wie vor der historische Kronleuchter mit 16 Kerzen, die bis 1924 vor der Messe alle einzeln angezündet werden mussten; danach bekam die Kirche einen Stromanschluss und somit auch elektrisches Licht. Die Gemeinde besitzt noch eine Kostbarkeit, eine Bibel aus dem Jahre 1898. Sie wurde ihr von Kaiserin Auguste Viktoria, der Frau von Kaiser Wilhelm II. geschenkt und ist mit einer handschriftlichen Widmung versehen. Diese wertvolle Bibel wird allerdings aus Sicherheitsgründen nicht in der Kirche aufbewahrt. | Döbbrick Dorfkirche     |
| Döbbricker Petruskirche (evangelisch-lutherisch SELK) Döbbricker Dorfstr. 20, OT Döbbrick | 1878    | Da ihnen die weitere Nutzung der Begräbniskapelle im Cottbuser Stadtteil Ostrow als Gottesdienstraum untersagt wurde, kaufte die evangelisch-lutherische Gemeinde (SELK) 1857 das unter Zwangsverwaltung stehende Döbbricker Wirtshaus nebst Tanzsaal. Der Tanzsaal wurde in einen Gottesdienstraum verwandelt. 1873 wurde der Bau um einen freistehenden hölzernen Glockenturm ergänzt. Den Guss der Glocke ermöglichte eine Schenkung von fünf Zentner Geschützbronze durch Kaiser Wilhelm I. Sie trägt den Spruch „Fürchtet Gott; Ehret den König“ in niedersorbischer Sprache. Als sich zunehmend grundlegende Bauschäden zeigten, entschloss sich die Gemeinde 1878 zu einem Neubau der Kirche. Im Jahre 2002 erfolgte eine Sanierung des Hauses, bei der der Charakter der Kirche als altes Gebäude erhalten blieb. Man entfernte den Putz von den Seitenwänden, so dass die Ziegel, die ursprünglich nicht als Sichtmauerwerk gedacht waren, in ihrer ganzen Fehlerhaftigkeit und Ungenauigkeit sichtbar sind. Sie sollen damit die biblische Aussage, dass Gott mit fehlerhaften sündigen Menschen seine Kirche baut, symbolisieren. Um einen offenen und einladenden Eindruck der Kirche zu erhalten, wurden die Fenster der Südseite zu Türen erweitert. Des Weiteren entstanden im Dachgeschoss der Kirche ein Gruppenraum und verschiedene Gästezimmer mit entsprechenden Sanitärräumen; auf dem Dach wurde eine Solaranlage installiert. Altar, Kanzel, Taufstein, Kreuz und Kerzenhalter sind aus dem Holz der alten Dachbalken gearbeitet. Die äußere Struktur des Holzes wurde dabei nicht wesentlich verändert oder verfeinert, so dass sie die Bearbeitungsspuren von damals und auch zwischenzeitlich entstandene Schäden und Risse erkennen lassen. Damit wird eine weitere theologische Aussage symbolisiert: „Gott prägt Menschen – so wie sie sind: fehlerhaft und unvollkommen – und nimmt sie in seinen Dienst.“ Die Evangelisch-Lutherische Petrusgemeinde Döbbrick bildet mit der Evangelisch-Lutherischen Kreuzgemeinde Cottbus einen gemeinsamen Pfarrbezirk. | Döbbrick-Petruskirche   |
| Groß Gaglower Dorfkirche Dorfstraße 30, OT Groß Gaglow                                    | 1891    | Die neoromanische Backsteinkirche wurde anstelle eines Vorgängerbaus, einer kleinen Fachwerkkirche aus dem Jahre 1688, die wegen Baufälligkeit abgerissen werden musste, errichtet. Entworfen hat sie der Cottbuser Baurat Beutler. Die Wände der trutzig wirkenden Kirche sind durch Pfeiler strukturiert und sparsam durch Friese und Gesimse geschmückt. Zwei ins Mauerwerk eingeschnittene Kreuze flankieren das große Rundbogenfenster der Apsis. Der stärker verzierte Turm besitzt ein Rhombendach mit Wasserspeiern und Rundfenster in den Dreiecksgiebeln. Durch einen Granattreffer im Zweiten Weltkrieg wurde die Kirche stark in Mitleidenschaft gezogen; die Schäden konnten erst nach und nach beseitigt werden. Seit 1986 fanden zahlreiche Baumaßnahmen statt. 1990 bekam die Turmhaube eine neue Eindeckung. Die größte Sanierung fand 2004 bis 2005 statt, dabei wurden Dach, Dachtragwerk, die untergehängte hölzerne Zwischendecke und die Emporen saniert. Darüber hinaus wurde der gesamte Innenraum restauriert, Orgel und Ausstattungsstücke gereinigt und Teile der ursprünglichen Bemalung freigelegt. Im Inneren fällt die große Apsis mit Kreuzgewölbe und die freistehende, aus Holz geschnitzte Kanzel auf. Das wieder sichtbare, umlaufende Schriftband trägt die Inschrift: „Ehre sei Gott in der Höhe und Friede auf Erden und den Menschen ein Wohlgefallen“. Im Kreuzgewölbe ist ein Tageshimmel dargestellt, der Hoffnung symbolisieren soll. Der Kirchenraum wird darüber hinaus durch die Hufeisenempore und den offenen Dachstuhl geprägt, dessen Sparren und Balken sichtbar sind. Als größtes Kunstwerk der Kirche gilt der hölzerne Wappenepitaph für W.F.v.d. Heyde († 1742). | Groß-Gaglow-Dorfkirche  |
| Kahrener Dorfkirche Kirchstraße 1, OT Kahren                                              | 15. Jh. | An dieser Stelle wird erstmals 1346 ein Vorgängerbau erwähnt, der die Ausmaße des heutigen Turms hatte. An der heutigen „Johannes dem Täufer“ geweihten, spätgotischen Kirche lassen sich zwei Bauphasen erkennen. Der Ursprungsbau wurde, wie der Vorgängerbau, hauptsächlich aus grobgefügten Feld- und Raseneisensteinen errichtet. Der Bau begann mit der breiten Turmfront, die vermutlich aus ökonomischen oder stilistischen Gründen nach oben schmaler weitergebaut wurde. Es gibt Hinweise, dass der Turmbau schon im 14. Jahrhundert begonnen wurde. Ein Turmhelm mit umlaufendem Zinnenkranz bildet den oberen Abschluss des Turms. Zwischen 1706 und 1708, in der zweiten Bauphase, wurden ein polygonaler Chor angebaut, die Langhauswände erhöht und die Fenster zur heutigen Form vergrößert. Diese Arbeiten wurden in Backsteinmauerwerk ausgeführt. Aus dieser Zeit stammen auch die reich verzierte, barocke Kanzel und die mit Bibelsprüchen bemalte, westliche Empore. Um die beiden Emporenaufgänge zu belichten, wurden im 18. Jahrhundert die beiden Ovalfenster in die Turmfront gebrochen und die Kirche erhielt drei Anbauten. Heute ist nur noch der nördliche, als Sakristei genutzte, Bau erhalten; die beiden südlichen Gruftanbauten wurden Anfang des 20. Jahrhunderts abgerissen. Im 19. Jahrhundert errichtete man die symmetrischen Anbauten aus Fachwerk bzw. Backstein, in denen sich Treppenaufgänge zu den Emporen befinden und die Kirche erhielt eine Ostempore. In die Südwand des Gebäudes ist der Grabstein des ersten evangelischen Pfarrers J. Richter († 1647) und verschiedene Epitaphien derer von Pannwitz eingelassen. Aus dem 16. Jahrhundert stammt der im Renaissancestil gestaltete hölzerne Altaraufsatz; auf ihm ist die Opferung Isaaks als Hauptbild, und auf den Tafeln darunter das Abendmahl und die Anbetung der Hirten dargestellt. Das Altarkruzifix stammt aus dem Jahre 1791. Des Weiteren ist die Kirche mit einem schwebenden Taufengel ausgestattet. Er ist etwa 1706 gemeinsam mit der barocken Kanzel, deren Bildfelder den Salvator, die vier Evangelisten sowie die Stifterwappen zeigen, wahrscheinlich in der Muskauer Bildschnitzerwerkstatt „Dreißigmark“ entstanden. Weil die Mechanik, um den gut 1,50 Meter großen Engel hinabzulassen, nicht mehr intakt ist, wird heute nur noch die herausgelöste Messingschale zur Taufe genutzt. Sie trägt das Wappen der Allianz der Pannwitz und von Lüderitz. An die Kirchweihe erinnert die, aus dem 15. Jahrhundert stammende, Johannesschüssel mit Kopf. | Kahren-Dorfkirche       |
| Merzdorfer Kirche Merzdorfer Hauptstr. 15, OT Merzdorf                                    | 1950/51 | Die Landeskirchliche Gemeinschaft (LKG) errichtete diese Kapelle auf einem Grundstück, das sie bereits vor dem Zweiten Weltkrieg geschenkt bekommen hatte. Die dafür benötigten Papiere wurden von einem Mitglied der Gemeinschaft organisiert, das in der Verwaltung arbeitete. Der Bau ist durch gemeinschaftliche Arbeit entstanden, im Dorf ansässige Maurer errichteten das Gebäude, die Predigerfamilie leistete die Zuarbeit und die Dorffrauen bereiteten Mahlzeiten aus den Lebensmitteln, die sie entbehren konnten. Es entstand ein schlichter Gemeindesaal mit Platz für 100 Leute. Ein Mitglied der LKG aus Drehnow fertigte in seiner Tischlerei Altar und Kanzel. Als die Außenhaut saniert wurde, erhielt die Kapelle einen laternenähnlichen Aufbau. Seit 1998 führt die Landeskirchliche Gemeinschaft keine Veranstaltungen mehr durch, stattdessen ist die Kirchengemeinde St. Nikolai Cottbus dort zu Gast und feiert unter Mitarbeit von Gemeinschaftsmitgliedern 14-täglich Gottesdienste. | Merzdorf-Kirche         |
| Sielower Dorfkirche Sielower Chaussee 87, OT Sielow                                       | 1906    | Die heutige Kirche hatte eine ganze Reihe von Vorgängerbauten. Die erste Kirche an dieser Stelle, von 1470 bis 1480 erbaut, wurde während des Dreißigjährigen Krieges 1634 durch Brandstiftung zerstört. 1668 errichteten die Sielower einen zweiten Kirchenbau. Als dieser baufällig wurde, entschied sich die Gemeinde, da sie relativ reich war, für einen Neubau, obwohl das Konsistorium einer Sanierung des Bauwerks den Vorzug gegeben hat. Abriss und Neubau erfolgte 1752–54. Am 23. Juni 1892 schlug in den Kirchturm der Blitz ein und beschädigte auch das Kirchenschiff schwer. Dies stellte die Kirchengemeinde und deren übergeordnete Organe vor die Frage, ob sie einen Ergänzungsbau oder einen Neubau errichten sollten. Nach mehrjährigen Verhandlungen stand der Beschluss für einen Neubau fest. Der Putzbau mit kreuzförmigen Grundriss stammt aus einem Entwurf des preußischen Kultusministeriums und ist in seinem Äußeren dem Barock angelehnt. Im Zweiten Weltkrieg wurde der Kirchturm zerstört und erst 1956 wieder aufgebaut. Mit der Renovierung 1981 wurden Gemeinderäume geschaffen und 1999 fand die Sanierung der äußeren Hülle statt. Das Innere der Kirche wirkt hell und freundlich; die Decke und Wandmalereien leuchten, nach ihrer Sanierung 2004, in einem zarten Blau. Der barocke Altar mit seinem hölzernen Aufsatz, der eine hohe künstlerische Qualität hat, und die reich geschmückte Kanzel stammen aus der Zeit um 1600. Das wertvolle Altarbild, etwas mehr als einen Meter hoch und aus Lindenholz geschnitzt, wurde vermutlich von einem Schüler Tilman Riemenschneiders im zweiten Drittel des 15. Jahrhunderts geschaffen. Es zeigt höchstwahrscheinlich die sterbende Maria Magdalena, die im Büßergewand von sieben Engeln emporgetragen wird; dass es sich um eine Darstellung der Maria Ägyptica, einer zum Christentum bekehrten Einsiedlerin handelt, ist dagegen eher unwahrscheinlich. Das Altarbild befand sich bereits in der ersten Sielower Kirche, wie durch ein Wunder überstand es das Feuer. Im zweiten Sielower Kirchenbau wurde es durch die heute noch vorhandene barocke Umrahmung ergänzt. In den seitlichen Nischen des Altars sind die Apostel Petrus und Paulus dargestellt, im übrigen Aufsatz ist ein Gemälde des Abendmahls zu sehen. Zudem ist er mit Beschlagwerk und seitlichen verstellenden Säulen ausgestattet. Die Orgel schuf Friedrich Ernst Gustav Heinze aus Sorau; sie wurde 2005 generalüberholt. | Sielower Dorfkirche     |
| Willmersdorfer Dorfkirche Dorfstraße/Ecke Friedhofsweg, OT Willmersdorf                   | 1937/38 | Willmersdorf gehörte bis 1962 zur Klosterkirchgemeinde Cottbus, dann erfolgte eine Ausgliederung der Gemeinden Willmersdorf, Döbbrick, Maiberg und Skadow, die jetzt eine selbstständige Kirchengemeinde bildeten. 1998 wurden sie im Zuge der Strukturreform wieder der Klosterkirchgemeinde zugeordnet. Die auffällige Klinkerkirche entwarf der Cottbuser Architekt Hans Palm. Sie weist im Wesentlichen Charakteristika der Heimatschutzarchitektur auf; Eingangstür, Fensterrahmung und die abgeknickte Dachform zeigen die Beeinflussung des Architekten durch den Expressionismus. Das Bauwerk ist die einzige Kirche dieser Architekturströmung im Cottbuser Raum. Die Langhauswände mit ihren hohen Buntglasfenstern und vorspringenden Klinkerstreifen erinnern an die der Zinzendorfkirche, deren Architekt ebenfalls Hans Palm ist. Vor die Nordfassade wurde ein, von zwei zweigeschossigen Anbauten flankierter, fünfgeschossiger Turm gesetzt, der von einem eingezogenen Pyramidenhelm abgeschossen ist. Die Obergeschosse dieser Anbauten sind als Fachwerk mit Ziegelausfachung errichtet. Die Kirchenglocken stammen aus Apolda; die größte unter ihnen trägt die Aufschrift: „Jesus Christus gestern und heute und derselbe auch in Ewigkeit“. Von 1992 bis 1996 fand eine umfassende Sanierung der Kirche statt; seit 1993 trägt der Turm eine Kupferdeckung. Der Innenraum mit Tonnengewölbe wirkt hoch und hell; der Raum unter der Empore ist durch Jalousien vom Hauptschiff getrennt und wird als Unterrichtsraum sowie als Winterkirche genutzt. Die Orgelempore an der Nordwand ist mit Bibelsprüchen und floralen Motiven geschmückt; die Apsis umrahmt ein dezentes Schmuckband, links von ihr befindet sich ebenfalls ein Bibelspruch an der Wand. In der Apsis, über dem geschnitzten Kruzifix, befindet sich als leuchtender Blickfang ein rundes Buntglasfenster mit der Darstellung eines Sämanns. | Willmersdorf-Dorfkirche |

## Judentum
- Alte Synagoge
- Synagoge Cottbus (ehem. Schlosskirche)[28]